# Rua General João Manoel

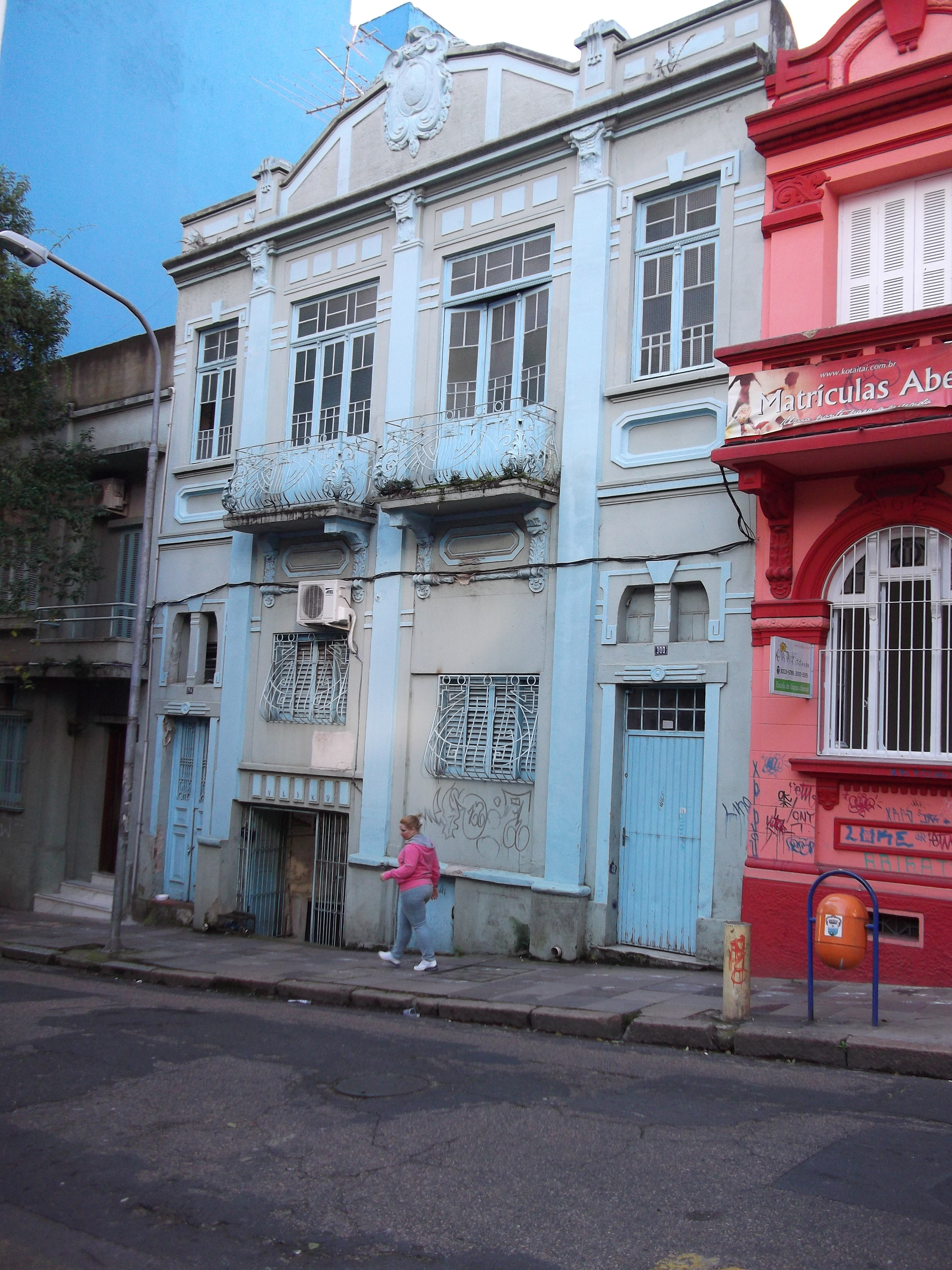
Trecho da Rua João Manoel, no centro histórico de Porto Alegre

A Rua general João Manoel é uma rua localizada no centro histórico de Porto Alegre, capital do estado brasileiro do Rio Grande do Sul. Começa na Avenida Mauá, atravessa as ruas Sete de Setembro, Andradas, Riachuelo e Duque de Caxias, terminando na Rua Coronel Fernando Machado.
Atualmente, a Rua General João Manoel é predominantemente comercial, com 9,14% de estabelecimentos comerciais. Com mais de 311 domicílios, a rua caracteriza-se por 7,40% de domicílios constituído de casas, sobrados ou similares, e 92,60% de edifícios de apartamentos ou conjuntos residenciais, com vários domicílios de famílias distintas.
Desde março de 2022, o prédio de n° 157 na Rua General João Manoel, esquina com a Rua Siqueira Campos, abriga a nova sede da prefeitura municipal de Porto Alegre.

## Histórico
Registros de 1785 já denominavam a João Manoel, por motivos desconhecidos, de Rua Clara. Em 1788, o Senado da Câmara decidiu alugar as casas de Antônio Ferreira de Brito para abrigar a sua sede, determinando o despejo dos seus moradores.
Em 1808, quando estava sendo executado o calçamento da via, ocorreu um incidente entre funcionários e o ouvidor da comarca, José Carlos Pinto de Souza, que queria alterar o alinhamento já traçado e acordado com os proprietários em benefícios de um ou dois moradores.
Em 1829, dois figurões ilustres resolveram fechar o segmento ao sul da Rua da Igreja (atual Rua Duque de Caxias), amparados por concessões irregulares do governador da capitania de São Pedro do Rio Grande do Sul, José Maria Rita de Castelo Branco, o conde da Figueira. A Câmara reivindicou a posse, esclarecendo que um destes figurões, José Inácio da Silva, fora ajudante de ordens do conde da Figueira, articulador da concessão de um terreno de 22 palmos de frente à Rua Formosa (atual Rua Duque de Caxias). O assunto foi parar nos jornais e, com intervenção da imprensa, José Inácio renunciou à parcela do terreno em questão, prontificando-se a demolir o portão que edificara, possibilitando a reabertura da via. Já o vigário geral Soledade só fez acordo com o procurador da Câmara para desembaraçar o seguimento da rua em 1833.
Entre 1834 e 1844, uma grande pedra localizada na esquina da Rua Riachuelo atrapalhou o trânsito em ambas as ruas e foi objeto de preocupação dos vereadores, que só resolveram a questão em 1844, quando o procurador foi autorizado a concluir o serviço.
Em 1869, por resolução dos vereadores, a velha denominação de Rua Clara foi alterada para Rua General João Manoel, em homenagem ao porto-alegrense João Manoel Menna Barreto, combatente da guerra do Paraguai.
Desde 1883, o município demonstrava preocupação com a urbanização da quadra final, entre a Rua Duque de Caxias e a Rua Coronel Fernando Machado, uma vez que a ladeira do Morro da Formiga criava dificuldades intransponíveis. Em 1844, a Câmara adiou as obras por considerá-las onerosas tendo, no entanto, sido feita a demarcação, para evitar que se construísse qualquer obra. Em 1922, conforme relatório do intendente José Montaury, foram plantados 20 jacarandás na via.
Em 1928, foram construídos o belvedere e a escadaria para a Rua Coronel Fernando Machado, obra da construtora de Theo Wiedersphan. A família Chaves Barcelos, dona dos imóveis do quarteirão, custeou um terço das despesas. Em relatório de 1929, o intendente Alberto Bins descreve que "a zona compreendida entre o alto do morro e a rua Fernando Machado, aberta e abandonada, era receptáculo de clandestinos despejos de lixo e de junções de toda a natureza, com grave dano à higiene daquela zona".
Na Rua General João Manoel foi construída a primeira usina elétrica da cidade, a Cia. Fiat Lux, na esquina da Rua Sete de Setembro.